# Коропові
Ко́ропові, коропо́ві (Cyprinidae) — родина риб ряду коропоподібних (Cypriniformes), які живуть переважно у прісних водах (деякі з них можуть витримувати й осолонення вод). За даними проєкту Catalog of Fishes Каліфорнійської академії наук, станом на вересень 2024 року вона включала 1774 дійсних види, що належать до 162 родів, й була найбагатшою на види родиною риб (для порівняння родина Цихлові включала 257 родів і 1758 видів, родина Бичкові — 167 родів і 1419 видів, родина Харацинові — 145 родів і 1263 види, родина Лорікарієві — 115 родів і 1062 види). Це становить майже 4 % різноманіття кісткових риб.
Розрізняють поняття коропові в широкому сенсі (Cyprinidae sensu lato) та коропові у вузькому сенсі (Cyprinidae sensu stricto). До 2010-х років, коли систематика короподібних зазнала значних змін, склад родини коропових був майже вдвічі ширшим, тепер колишня родина коропових (Cyprinidae sensu lato) в основному відповідає підряду Cyprinoidei. Колишні підродини коропових отримали статус родин (серед них і колишня підродина Cyprininae), а колишні триби підродини Cyprininae — статус підродин.
Більшість наявної літератури оперує поняттям коропові в сенсі Cyprinidae sensu lato. Сучасна фауна костистих риб України включає до свого складу близько 58 видів з 31 роду коропових, мається на увазі коропових у широкому сенсі, більшість цих риб належить до сучасної родини ялецевих (Leuciscidae).

## Скам'янілості
На сьогодні викопні рештки представників родини Cyprinidae (в широкому сенсі) відомі з території України у віковому діапазоні від пізнього міоцену до пізнього голоцену. Вони належать представникам родини ялецевих. Найдавніші ж скам'янілості коропових взагалі належать до доби еоцену в Азії.

## Опис
У коропових відсутні щелепні зуби, однак у них є так звані глоткові зуби, які містяться на нижньоглоткових кістках. За їх допомогою їжа подрібнюється, а іноді й перетирається. Тіло коропових майже завжди вкрите лускою, на голові луски немає. Спинний плавець один. Деякі види мають вусики, але їх не більше як дві пари. Плавальний міхур ділиться на дві частини: передню — меншу і задню — більшу. Представників родини розрізняють за формою тіла, будовою і кількістю глоткових зубів, формою та розміщенням плавців.
Більшість коропових невеликі риби, у дорослому віці вони сягають менше 30 см завдовжки, а багато видів має розмір менше 5 см. Разом із тим, серед них є й великі риби. Catlocarpio siamensis з Камбоджі й Таїланду може досягати 3 м завдовжки, він здатний годинами тягнути за собою рибальський човен. Tor putitora з річки Брахмапутра виростає до 2,75 м завдовжки, а Luciobarbus esocinus з річки Євфрат — 2,3 м.
Коропові мають значні варіації не лише за розміром, а й за формою тіла. Серед них є як тендітні, так й міцні (наприклад, Cyprinus carpio) риби. Форма тіла може змінюватися під впливом середовища проживання або способу харчування. Carassius carassius, C. auratus та деякі інші види в обмежених середовищах існування можуть мати як високотілу форму, так і видовжену форму. Риби, що тримаються на швидкій течії (наприклад, Tor tor або види роду Schizothorax) зазвичай мають округлу в поперечному перетині форму. У тихій або стоячій воді риби зазвичай мають стиснуте тіло. Деякі мешканці стрімких вод тримаються близько до дна й рідко виходять на течію, наприклад види роду Garra. Вони мають плоский живіт і вигнуту спину, грудні та черевні плавці невисокі, м'язисті, повернуті вбік, очі розташовані високо на голові, верхня губа потовщена.

## Поширення
Представники родини Cyprinidae поширені в Євразії та Африці. Більшість є мешканцями тропічних регіонів, але є й види, поширені в помірних широтах, серед них найвідоміші коропові — короп звичайний (Cyprinus carpio) та карась звичайний (Carassius carassius).
Коропові домінують серед коропоподібних у Південно-Східній Азії, тут більш ніж утричі більше видів Cyprinidae, ніж видів будь-якої іншої родини короповидних (Cyprinoidei).
Загальне різноманіття африканських коропових є низьким у порівнянні з Південною чи Південно-Східною Азією, тут живуть представники підродин Labeoninae, Smiliogastrinae і Barbinae
.

## Спосіб життя
Коропові — надзвичайно різноманітна група риб. Вони існують у великому діапазоні розмірів, морфотипів і способів життя, розподілені майже по всіх екологічних нішах, доступних у прісних водоймах. Деякі з них живуть тільки в холодних, добре насичених киснем водах, але багато риб віддають перевагу теплим водам з низьким вмістом кисню. Наприклад, представники роду Schizothorax з Центральної Азії живуть у талих снігових водах із вмістом кисню 5-7 мг/л, натомість Luciobarbus callensis з Алжиру та Cyprinion watsoni з Ірану можуть жити за температури 37-38 °C, а звичайний короп (Cyprinus carpio) витримує температуру 36-37 °C за вмісту кисню у воді 0,5 мг/л. У той же час температура часто обмежує ареал видів. Коропові є головним чином прісноводними рибами, але деякі заходять у солонуваті та морські води. Серед представників родини є озерні й річкові форми, деякі зустрічаються на сильній течії, на порогах, під водоспадами. Відома здатність африканського Enteromius paludinosus жити в сильно каламутному та солоноводному середовищі. Висихання водойми зазвичай стає для коропових фатальним, але звичайний карась (Carassius carassius) може прожити кілька тижнів, зануреним у мул. Багато дрібних видів живе менше 2 років, тривалість життя великих видів значно більша.
Часто коропові збираються в зграйки, разом вони швидше знаходять їжу й стають менш вразливими з боку хижаків. Для коропових риб не властиві міграції на значні відстані. Проте багато мешканців тропічних регіонів здійснює сезонні міграції, які обумовлені зміною сухого та вологого сезонів і пов'язаною з цим зміною характеру середовища в річках. Здійснюються також міграції, пов'язані нерестом. Мешканці солонуватих вод заходять нереститися в річки, для цього Luciobarbus brachycephalus долає відстань понад 1000 км.
Коропові живляться водяними комахами, їхніми личинками та лялечками, ракоподібними, черв'яками, молюсками, зоопланктоном, органічним детритом тощо, причому більшість харчується переважно безхребетними. Вони можуть також доповнювати свій раціон рослинним матеріалом або водоростями. Травоїдні коропові, зокрема такі, що харчуються макрофітами, зустрічаються рідко. Рибоїдні коропові також рідкісні, до них належать Schizothorax pseudoaksaiensis із Центральної Азії, Hampala macrolepidota з Південно-Східної Азії, окремі види Tor та Raiamas з Індійського субконтиненту. Деякі види, наприклад представники родів Capoeta, Garra, Labeo, зішкрібають нарости з каміння. Є й такі, що харчуються переважно бентосом. Жоден із видів коропових не є суто монофагом, але багато хто може харчуватися переважно одним типом харчових організмів. Раціон зазвичай пов'язаний із розмірами риби, способом її життя та доступністю їжі. Молодь харчується переважно зоопланктоном, в дорослому віці риби переходять на більшу їжу.

## Розмноження
Нерестова поведінка коропових доволі різноманітна. Деякі види, переважно великі, здійснюють щорічні міграції на нерест вгору за течією річок. Мальки цих риб мають обмежену здатність протистояти течії й зазвичай поступово спускаються за рухом води назад униз річкою. Інші види заходять на нерест на периферійні ділянки річок або на тимчасово затоплені водою ділянки суходолу. Для багатьох видів з цих груп характерним є спільний нерест і масове скупчення риби. Дрібні види рідко здійснюють міграції й зазвичай нерестяться парами.
Час нерестового періоду зазвичай синхронізується з характеристиками навколишнього середовища, особливо зі змінами температури, світлового періоду та кількості опадів. У середовищах з чіткими сезонними змінами погоди така синхронізація є дуже важливою для нормального розвитку ікри та використання сезонних умов, найбільш придатних для виживання мальків. Види з північних регіонів зазвичай нерестяться навесні. Puntius sophore з Індії нереститься в січні у відносно холодній воді. У звичайного коропа репродуктивний цикл більше залежить від температури, ніж від фотоперіоду. Наприклад, у південному Китаї цей вид зазвичай розмножується в січні-лютому, коли температура води становить приблизно 18 °C. В Індії він демонструє два основних піки активності розмноження на рік, один раз навесні, а другий восени, коли температурні умови для цього бувають найсприятливішими.
В тропічних районах із сезонним кліматом час нересту коропових пов'язаний із річним циклом опадів. Дощі спричиняють підвищення рівня води та швидкості течії, затоплення низинних прибережних ділянок суходолу, зміну хімічного складу води. Всі ці фактори стимулюють риб до нересту. Існує також зв'язок із фазами Місяця. Наприклад, у Бангладеш три види великих коропових (Labeo catla, Labeo rohita та Cirrhinus mrigala) розмножуються одночасно, зазвичай у травні та червні на молодик або коли місяць у повні. Зв'язок нересту з фазами місяця був виявлений також у коропоподібних Меконгу. Малі коропові в басейні Гангу, особливо види Puntius, коли приходять перші зливи, негайно починають переміщуватися на затоплену ділянку землі й роблять це буквально роями. Натомість у районах із підвищеною вологістю час початку нерестового сезону буває нечітким. Деякі види мають тривалий сезон розмноження, наприклад Amatolacypris trevelyani, Enteromius anoplus, інші нерестяться кілька разів на рік.
Більшість коропових нереститься розпорошуючи ікру, часто над рослинами або між ними (липка ікра) або на каміння чи гравій (нелипка ікра) і залишають її без нагляду. Нерест парний. Шлюбна поведінка включає залицяння та короткі притискання риб одна до одної, що супроводжуються випусканням та заплідненням ікри. Плідність помірно висока, багато видів відкладає від 50 000 до 150 000 ікринок, але їхня кількість може досягати й 2 млн, наприклад, у коропа, при цьому ікра відкладається порціями приблизно по 500 штук. Личинки вилуплюються з ікри за кілька днів і до розсмоктування жовткового мішка лишаються нерухомими. В більшості видів під час вилуплення вони мають розмір менше 10 мм. Першою їжею для мальків є фітопланктон і коловертки, але раціон швидко розширюється зі збільшенням розмірів молоді.

## Значення для людини
Серед коропових багато видів, які не досягають значних розмірів, тому не мають промислового значення. Проте чимало серед них і таких, що є важливими об'єктами промислу й навіть штучно розводяться. Найбільше значення для людини мають звичайний короп (Cyprinus carpio) та його декоративна форма — кой, а також китайський карась (Carassius auratus) та його декоративна форма — золота рибка.
Найпопулярнішим видом коропових серед рибалок Європи є короп звичайний (Cyprinus carpio). Він є переважно об'єктом аматорського та спортивного рибальства. Популярність виду серед рибалок збільшується завдяки зарибленню озер та водосховищ. Великі тропічні коропові є об'єктом рибальства в Індії та інших країнах Південної й Південно-Східної Азії. Існує масштабний промисел коропових і в деяких районах Африки, так в озері Чилва в Малаві був зареєстрований річний улов 9 тис. тонн Enteromius paludinosus.
Коропа також масово розводять на рибних фермах. Цей вид має велике економічне значення, його світовий вилов перевищує 200 тис. тонн на рік. Коропів розводять у країнах Європи, Азії та Далекого Сходу. Значно поступається за масштабами аквакультура китайського карася. В Південному Китаї та у В'єтнамі розводять Cirrhinus molitorella. Цінними видами традиційної аквакультури Індії є катла (Labeo catla), рогу (Labeo rohita), мрігал (Cirrhinus cirrhosus) та калбасу (Labeo calbasu), їх відрізняє швидкий ріст і прості харчові вимоги. Також у рибництві застосовуються методи гібридизації. Хороші результати дає схрещування різних порід коропів, гетерозис сприяє кращій виживаності та збільшенню швидкості росту риб. Міжвидові гібриди індійських коропів Labeo catla і Labeo rohita також демонструють кращу швидкість росту, ніж вихідні види.
Іншою великою галуззю економіки, пов'язаною з короповими, є торгівля акваріумними рибами. Найбільш барвисті акваріумні види походять із Південної та Південно-Східної Азії. Серед них, зокрема лабео з роду Epalzeorhynchos та численні види барбусів з підродини Smiliogastrinae. Добре відомі в акваріумах також різні породи золотої рибки. Важливим є також розведення та селекція різновидів кой та золотої рибки як декоративних риб для відкритих басейнів.

## Систематика
Підродина Acrossocheilinae
- Acrossocheilus
- Folifer
- Onychostoma

Підродина Barbinae
- Aulopyge
- Barbus — Марена
- Caecocypris
- Capoeta
- Cyprinion
- Kantaka
- Luciobarbus
- Paracapoeta
- Scaphiodonichthys
- Schizocypris
- Semiplotus

Підродина Cyprininae
- Aaptosyax
- Albulichthys
- Amblyrhynchichthys
- Balantiocheilos
- Barbonymus
- Carassioides
- Carassius — Карась
- Cosmochilus
- Cyclocheilichthys
- Cyprinus — Короп
- Discherodontus
- Eirmotus
- Hypsibarbus
- Kalimantania
- Laocypris
- Luciocyprinus
- Mystacoleucus
- Neobarynotus
- Parasikukia
- Paraspinibarbus
- Parator
- Poropuntius
- Procypris
- Pseudosinocyclocheilus
- Puntioplites
- Rohteichthys
- Sawbwa
- Scaphognathops
- Sikukia
- Sinocyclocheilus
- Troglocyclocheilus
- Typhlobarbus

Підродина Labeoninae
- Ageneiogarra
- Altigena
- Akrokolioplax
- Bangana
- Barbichthys
- Catla — Катла
- Ceratogarra
- Cirrhinus
- Cophecheilus
- Crossocheilus
- Decorus
- Diplocheilichthys
- Discocheilus
- Discogobio
- Discolabeo
- Epalzeorhynchos
- Fivepearlus
- Garra
- Garroides
- Guigarra
- Gymnostomus
- Henicorhynchus
- Hongshuia
- Horalabiosa
- Incisilabeo
- Labeo
- Labiobarbus
- Lanlabeo
- Linichthys
- Lobocheilos
- Longanalus
- Mekongina
- Osteochilus
- Paracrossochilus
- Parapsilorhynchus
- Paraqianlabeo
- Parasinilabeo
- Placocheilus
- Phreatichthys
- Prolixicheilus
- Protolabeo
- Pseudocrossocheilus
- Pseudogyrinocheilus
- Ptychidio
- Qianlabeo
- Rectoris
- Schismatorhynchos
- Semilabeo
- Sinigarra
- Sinilabeo
- Sinocrossocheilus
- Speolabeo
- Stenorynchoacrum
- Tariqilabeo
- Thynnichthys
- Vinagarra
- Zuojiangia

Підродина Probarbinae
- Catlocarpio
- Probarbus

Підродина Schizopygopsinae
- Chuanchia
- Diptychus
- Gymnocypris
- Gymnodiptychus
- Herzensteinia
- Oxygymnocypris
- Platypharodon
- Ptychobarbus
- Schizopygopsis

 Підродина Schizothoracinae
- Aspiorhynchus
- Percocypris
- Schizopyge
- Schizothorax

Підродина Smiliogastrinae
- Amatolacypris
- Barbodes
- Barboides
- Caecobarbus
- Chagunius
- Cheilobarbus
- Clypeobarbus
- Coptostomabarbus
- Dawkinsia
- Desmopuntius
- Eechathalakenda
- Enteromius
- Haludaria
- Hampala
- Namaquacypris
- Oliotius
- Oreichthys
- Osteobrama
- Pethia
- Prolabeo
- Prolabeops
- Pseudobarbus
- Puntigrus
- Puntius — Плямистий вусач
- Rohtee
- Sedercypris
- Spratellicypris
- Striuntius
- Systomus
- Waikhomia
- Xenobarbus

Підродина Spinibarbinae
- Spinibarbichthys
- Spinibarbus

Підродина Torinae
- Acapoeta
- Arabibarbus
- Barbopsis
- Carasobarbus
- Hypselobarbus
- Labeobarbus
- Lepidopygopsis
- Mesopotamichthys
- Naziritor
- Neolissochilus
- Osteochilichthys
- Pterocapoeta
- Sanagia
- Tor